# Paolo Romano

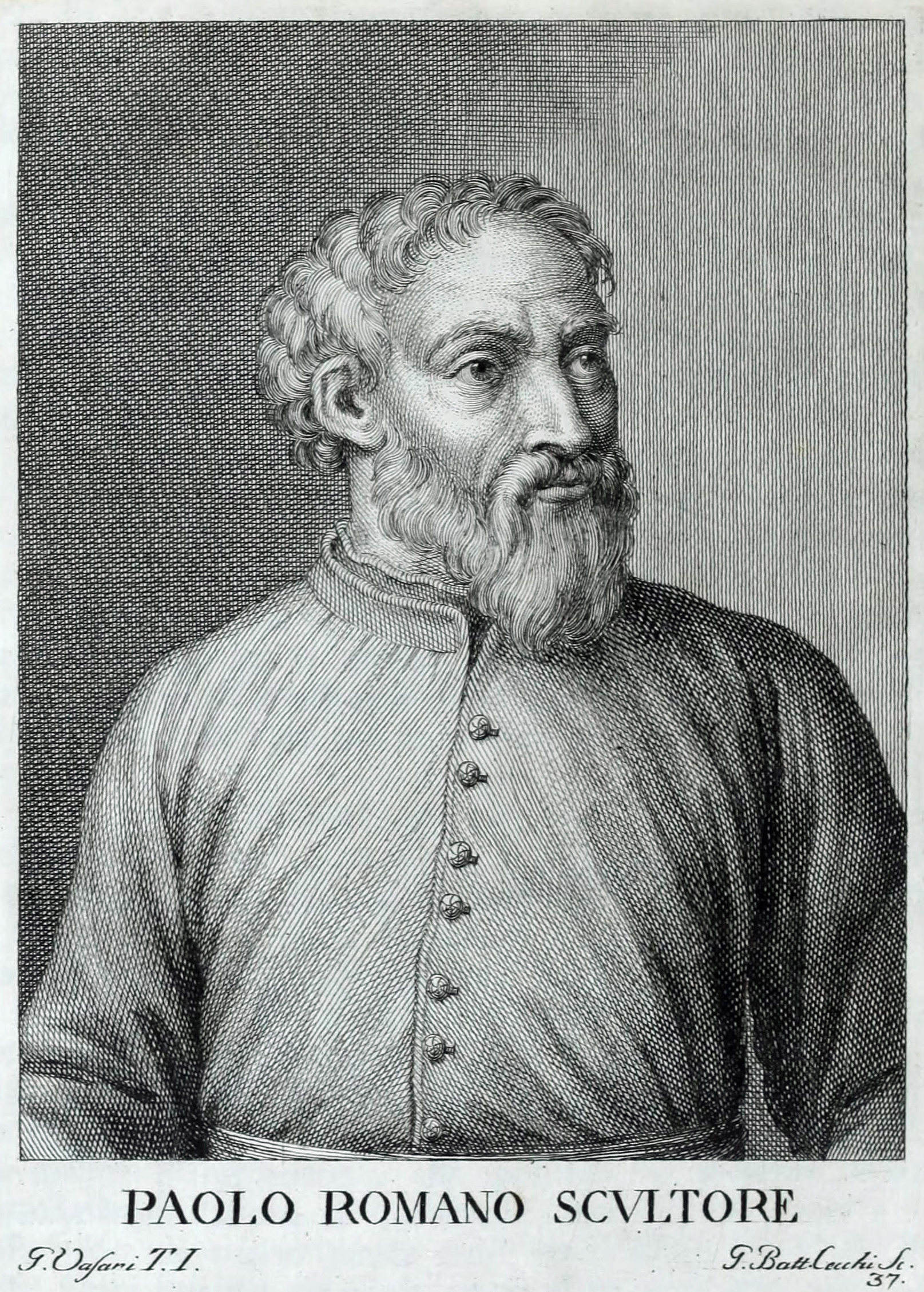
Paolo Romano

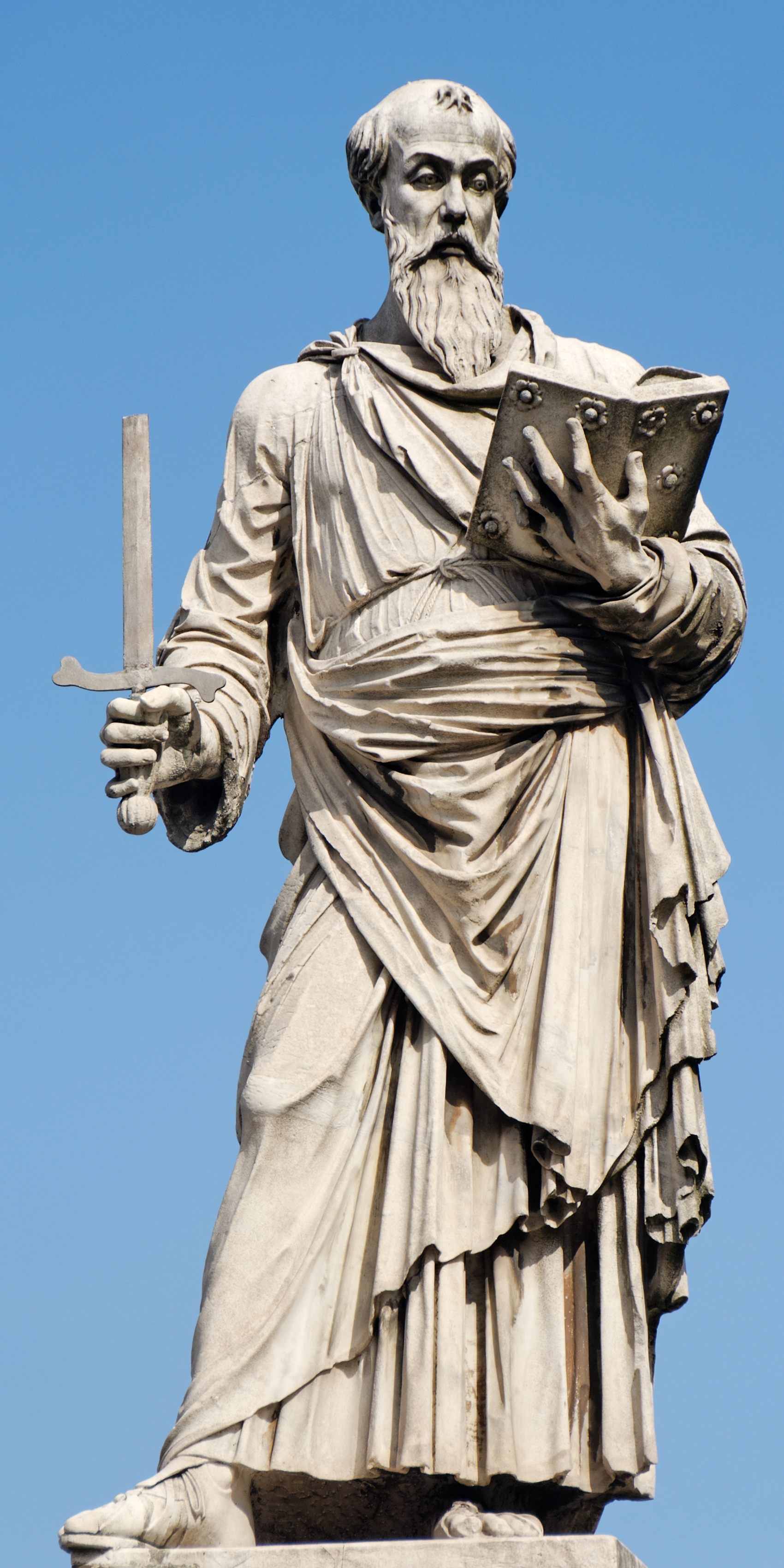
Paolo Romano: Sint-Paulus, marmer, 1464

Paolo Romano (ca. 1445 - ca. 1470), ook gekend onder de namen Paolo Tuccone of Paolo di Mariano di Tuccio Taccone, was een beeldhouwer uit de Italiaanse renaissance.
In zijn 'Levens' (over de meest voortreffelijke kunstschilders, beeldhouwers en architecten) vertelt Giorgio Vasari dat Paolo Romano een bescheiden man was, wiens beelden superieur waren aan die van zijn opschepperige tijdgenoot Mino del Reame.
De Vaticaanse Musea en de Sant'Andrea della Valle in Rome hebben een sculptuur van Paolo Romano.

## Werken
- 1461-1462: een standbeeld van de apostel Paulus aan de voet van de trap naar de Sint-Pietersbasiliek (verplaatst naar de ingang van de brug van Sint-Angelus). Hij gaf aan Paulus de trekken van Thomas Palaiologos, de laatste zoon van de Byzantijnse keizer Manuel II Palaiologos.

- Gemeinsame Normdatei: 141560711
- International Standard Name Identifier: 0000 0000 8074 5280
- Library of Congress Control Number: no2014093415
- RKD-Nederlands Instituut voor Kunstgeschiedenis: 130271
- Union List of Artist Names: 500012570
- Virtual International Authority File: 122357295
- WorldCat: E39PCjBkG8tTQG9mFx4qKyPTQC